# Eisenbahndetektiv Matt Clark

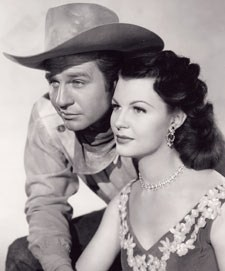
Jim Davis und Mary Castle in Eisenbahndetektiv Matt Clark

Eisenbahndetektiv Matt Clark (Originaltitel Stories of the Century) ist eine von 1954 bis 1955 produzierte US-amerikanischen 39-teilige Westernserie.

## Handlung
Die in sich abgeschlossenen Episoden basieren auf historisch authentischen Fällen, die der fiktive Detektiv Matt Clark im Auftrag der Eisenbahngesellschaft löst. Unterstützt wird er von seiner Kollegin Frankie oder in späteren Folgen Margaret, welche als verdeckte Ermittlerinnen tätig sind.
Die Folgen sind im semidokumentarische Erzählstil gehalten, durch Matt als Off-Sprecher erfährt der Zuschauer Fakten und Hintergründe über den Fall.
Im Laufe der Serie trifft Clark auf bekannte Persönlichkeiten des Wilden Westen wie Belle Starr, William Clark Quantrill, Frank und Jesse James, Bill Longley, Charles E. Boles, Doc Holliday und Geronimo.

## Produktion
Bei der Produktion wurde auf Footage-Material der Republic Pictures zugegriffen, wodurch die Folgen ein Kinoähnliches Niveau bekamen.
Die Rollen der Gegenspieler wurden meist mit bekannten Film- und TV-Darstellern wie Lee Van Cleef, Robert Livingston, Marie Windsor, Sheb Wooley, Douglas Kennedy, Jack Elam oder Jack Kelly besetzt.

## Auszeichnungen
Die Serie gewann 1955 in der Kategorie Best Western or Adventure Series einen Emmy.

## Synchronisation
Die deutschsprachige Synchronisation wurde nach dem Dialogbuch von Charlotte Bertelsmann und der Dialogregie von Erich Ebert bei den Fernsehstudio München durchgeführt.
| Rolle          | Darsteller      | Synchronsprecher    |
| -------------- | --------------- | ------------------- |
| Matt Clark     | Jim Davis       | Horst Naumann       |
| Frankie Adams  | Mary Castle     | Heidi Treutler      |
| Margaret Jones | Kristine Miller | Rose-Marie Kirstein |

## Veröffentlichung
Seit 2011 sind die 13 deutsch synchronisierten Episoden in der Reihe Pidax Serien–Klassiker auf einer Doppel-DVD erhältlich.

## Episodenliste

### Staffel 1
| Nr. (ges.) | Nr. (St.) | Deutscher Titel                     | Originaltitel             | Erstausstrahlung USA | Deutschsprachige Erstausstrahlung (D) | Regie          | Drehbuch                          |
| ---------- | --------- | ----------------------------------- | ------------------------- | -------------------- | ------------------------------------- | -------------- | --------------------------------- |
| 1          | 1         | Schönheit schützt vor Strafe nicht  | Belle Starr               | 23. Jan. 1954        | 6. Juni 1968                          | William Witney | Maurice Tombragel                 |
| 2          | 2         | –                                   | Billy the Kid             | 30. Jan. 1954        | –                                     | William Witney | Maurice Tombragel                 |
| 3          | 3         | –                                   | Frank and Jesse James     | 7. Feb. 1954         | –                                     | William Witney | Maurice Tombragel                 |
| 4          | 4         | Häuptling Geronimos letzter Kampf   | Geronimo                  | 14. Feb. 1954        | 13. Juni 1968                         | William Witney | Maurice Tombragel                 |
| 5          | 5         | −                                   | Quantrill and His Raiders | 21. Feb. 1954        | –                                     | William Witney | Maurice Tombragel                 |
| 6          | 6         | –                                   | Cattle Kate               | 28. Feb. 1954        | –                                     | William Witney | Milton Raison                     |
| 7          | 7         | –                                   | Sam Base                  | 4. März 1954         | –                                     | William Witney | Milton Raison                     |
| 8          | 8         | Tod in der Wüste                    | Johnny Ringo              | 11. März 1954        | 20. Juni 1968                         | William Witney | Milton Raison                     |
| 9          | 9         | Die Daltonbande                     | The Dalton Gang           | 18. März 1954        | 20. Juni 1968                         | William Witney | Milton Raison                     |
| 10         | 10        | –                                   | Doc Holliday              | 25. März 1954        | –                                     | William Witney | Milton Raison                     |
| 11         | 11        | –                                   | The Younger Brothers      | 2. Apr. 1954         | –                                     | William Witney | Maurice Tombragel                 |
| 12         | 12        | –                                   | John Wesley Hardin        | 9. Apr. 1954         | –                                     | William Witney | Milton Raison                     |
| 13         | 13        | –                                   | Joaquin Murietta          | 16. Apr. 1954        | –                                     | William Witney | Milton Raison                     |
| 14         | 14        | –                                   | Tiburcio Vasquez          | 23. Apr. 1954        | –                                     | William Witney | Maurice Tombragel                 |
| 15         | 15        | Crazy Horse, Häuptling der Sioux    | Chief Crazy Horse         | 30. Apr. 1954        | 25. Juli 1968                         | William Witney | Maurice Tombragel                 |
| 16         | 16        | Black Bart, der Postkutschenschreck | Black Bart                | 6. Mai 1954          | 3. Juni 1968                          | William Witney | Maurice Tombragel                 |
| 17         | 17        | –                                   | Henry Plummer             | 13. Mai 1954         | –                                     | William Witney | Dwight Cummins                    |
| 18         | 18        | Der Clown mit dem Colt              | Bill Longley              | 20. Mai 1954         | 4. Juli 1968                          | William Witney | Joe Richardson                    |
| 19         | 19        | –                                   | Harry Tracy               | 27. Mai 1954         | –                                     | William Witney | Maurice Tombragel                 |
| 20         | 20        | –                                   | The Wild Bunch of Wyoming | 3. Juni 1954         | –                                     | William Witney | Maurice Tombragel                 |
| 21         | 21        | –                                   | The Doolin Gang           | 10. Juni 1954        | –                                     | William Witney | Joe Richardson                    |
| 22         | 22        | –                                   | Little Britches           | 17. Juni 1954        | –                                     | William Witney | Gerald Geraghty                   |
| 23         | 23        | –                                   | Black Jack Ketchum        | 24. Juni 1954        | –                                     | William Witney | Dwight Cummins, Maurice Tombragel |
| 24         | 24        | –                                   | Tom Horn                  | 1. Juli 1954         | –                                     | William Witney | Joe Richardson                    |
| 25         | 25        | Prärie in Flammen                   | Ben Thompson              | 8. Juli 1954         | 1. Aug. 1968                          | William Witney | Maurice Tombragel                 |
| 26         | 26        | −                                   | Clay Allison              | 15. Juli 1954        | −                                     | William Witney | Gerald Geraghty                   |

### Staffel 2
| Nr. (ges.) | Nr. (St.) | Deutscher Titel               | Originaltitel    | Erstausstrahlung USA | Deutschsprachige Erstausstrahlung (D) | Regie           | Drehbuch          |
| ---------- | --------- | ----------------------------- | ---------------- | -------------------- | ------------------------------------- | --------------- | ----------------- |
| 27         | 1         | −                             | Burt Alvord      | 2. Jan. 1955         | −                                     | William Witney  | Maurice Tombragel |
| 28         | 2         | –                             | Apache Kid       | 9. Jan. 1955         | –                                     | William Witney  | Maurice Tombragel |
| 29         | 3         | –                             | Tom Bell         | 16. Jan. 1955        | –                                     | William Witney  | Budd Lesser       |
| 30         | 4         | –                             | Kate Bender      | 23. Jan. 1955        | –                                     | William Witney  | Maurice Tombragel |
| 31         | 5         | –                             | Augustine Chacon | 30. Jan. 1955        | –                                     | Franklin Adreon | Milton Raison     |
| 32         | 6         | –                             | Cherokee Bill    | 1. Feb. 1955         | –                                     | Franklin Adreon | Milton Raison     |
| 33         | 7         | –                             | Nate Champion    | 6. Feb. 1955         | –                                     | Franklin Adreon | Budd Lesser       |
| 34         | 8         | –                             | Sontag and Evans | 8. Feb. 1955         | –                                     | Franklin Adreon | Maurice Tombragel |
| 35         | 9         | Ein sauberes Pärchen          | Rube Burrows     | 15. Feb. 1955        | 8. Aug. 1968                          | Franklin Adreon | Maurice Tombragel |
| 36         | 10        | Kleiner Mann mit großem Hut   | Jim Courtright   | 22. Feb. 1955        | 22. Aug. 1968                         | Franklin Adreon | Joe Richardson    |
| 37         | 11        | Alles für die Katz            | Milt Sharp       | 28. Feb. 1955        | 12. Sept. 1968                        | Franklin Adreon | Maurice Tombragel |
| 38         | 12        | Überfall auf den Pony-Express | Jack Slade       | 4. März 1955         | 5. Sept. 1968                         | Franklin Adreon | Milton Raison     |
| 39         | 13        | Das Ende eines Pferdediebes   | L.H. Musgrove    | 11. März 1955        | 29. Aug. 1968                         | Franklin Adreon | Maurice Tombragel |